# Elaphoglossum praetrepidans
Elaphoglossum praetrepidans là một loài dương xỉ trong họ Dryopteridaceae. Loài này được M.Kessler mô tả khoa học đầu tiên năm 2008.
Danh pháp khoa học của loài này chưa được làm sáng tỏ.